# Barrage de Neuvic
Le barrage de Neuvic, ou barrage de la Triouzoune, est un barrage voûte situé sur la Triouzoune, entre les communes de Neuvic et de Sérandon, dans le département de la Corrèze, en France.

## Histoire
- Construit de 1942 à 1945, il a une hauteur de 27 mètres.

- Longueur de crête : 145 mètres
- Largeur : 2,50 mètres
- Largeur à la base : 6,25 mètres
- Volume de retenue : 24 300 hectomètres cubes